# Roger Lee
Roger Lee (ur. 1 lipca 1991 w Southampton) – bermudzki piłkarz, grający na pozycji obrońcy.

## Kariera
Seniorską karierę rozpoczął w klubie Somerset Eagles. Następnie grał w innych klubach z Bermudów – Bermuda Hogges (grającym w amerykańskiej lidze PDL) i Robin Hood. Od 2013 roku gra w klubach niższych lig angielskich. W 2017 roku przeniósł się do łotewskiego. Obecnie gra w estońskim Tallinna Kalev.
27 kwietnia 2008 roku zadebiutował w reprezentacji w przegranym 0:4 meczu z Antiguą i Barbudą. Został powołany na Złoty Puchar CONCACAF 2019.

## Statystyki ligowe
| Sezon         | Klub                     | Liga                                 | Mecze | Gole |
| ------------- | ------------------------ | ------------------------------------ | ----- | ---- |
| 2008/2009     | Somerset Eagles          | Bermuda First Division               | ?     | ?    |
| 2009/2010     | Somerset Eagles          | Bermudian Premier Division           | ?     | ?    |
| 2010          | Bermuda Hogges           | PDL                                  | 9     | 0    |
| 2011          | Bermuda Hogges           | PDL                                  | 13    | 0    |
| 2012          | Bermuda Hogges           | PDL                                  | 13    | 0    |
| 2012/2013     | Robin Hood               | Bermudian Premier Division           | ?     | ?    |
| 2013/2014     | Robin Hood               | Bermuda First Division               | ?     | ?    |
| 2014/2015 (j) | Weston-super-Mare A.F.C. | Conference South                     | 1     | 0    |
| 2014/2015     | Clevedon Town            | Southern Division One                | 7     | 0    |
| 2014/2015 (w) | Rugby Town               | Southern Division One                | 3     | 0    |
| 2015/2016 (j) | Stamford A.F.C.          | Northern Premier League              | 7     | 0    |
| 2015/2016     | Basford United           | Northern Premier League Division One | 7     | 0    |
| 2016/2017 (j) | Corby Town               | Northern Premier League              | ?     | ?    |
| 2016/2017     | Stafford Rangers         | Northern Premier League              | ?     | ?    |
| 2016/2017 (w) | Loughborough Dynamo      | Northern Premier League Division One | ?     | ?    |
| 2017/2018     | Loughborough Dynamo      | Northern Premier League Division One | 17    | 8    |
| 2017/2018     | FK Jūrnieks              | 2. līga                              | 6     | 0    |
| 2019          | Tallinna Kalev           | Meistriliiga                         | 24    | 0    |